# Starparade
Die Starparade war eine Musiksendung des ZDF mit bis zu 28 Millionen Zuschauern. An dem großen Erfolg hatten ihren Anteil Moderator Rainer Holbe, der die Sendungen präsentierte, das Orchester James Last, die Ballett-Choreografie sowie Ewald Burike, der als Regisseur für aufwändige Bildeffekte sorgte. Das Orchester James Last hatte in der Starparade seinen ersten Fernsehauftritt.

## Die Show

### Konzept
Die Starparade war eine Live-Sendung aus verschiedenen großen Hallen Deutschlands. Im Vordergrund standen die Musikdarbietungen, daneben gab es kurze Gespräche mit den Künstlern und allenfalls einem Gast, der nicht als Musiker auftrat. Beispielsweise fragte Dieter Thomas Heck in der letzten Ausgabe von 1968, ob er die neue Sendereihe ZDF Hitparade mit oder ohne Bart präsentieren solle. Dazu sollten sich die Zuschauer per Postkarte äußern. Im weiteren Verlauf gab es mehrere Aktionen, bei denen Zuschauer etwas einsenden sollten, beispielsweise 1978 Fotos, wie sie in ihrem Wohnzimmer zur Musik von James Last tanzen.
Beim ZDF begannen die Proben bereits am Sonntag, wenn die Show am Donnerstag ausgestrahlt wurde. Dieser Aufwand verblüffte amerikanische Stars, die einen derartigen Aufwand in den USA nicht kannten. In den ersten Jahren saß das Saalpublikum an Tischen und hatte Getränke vor sich, dann gab es nur noch in den ersten Reihen Tische, und im Laufe des Jahres 1976 ging man ganz auf Sitzreihen über. Zur Sendung gehörte lange Zeit auch ein Viertelkreis-förmiges Ledersofa, auf dem die Künstler Platz nahmen und dort mitunter von Rainer Holbe befragt wurden. 1977 ersetzte man es durch einen Sessel, in dem Holbe ab und zu Platz nahm, um Gäste anzukündigen.
In zahlreichen Ländern lief eine Zusammenfassung der Sendungen unter dem Titel Die James Last Show. Besonders gut kam diese aufgrund des Ballettensembles auf der Arabischen Halbinsel an.

### Sendeplatz
Die Starparade lief auf dem Sendeplatz für die große ZDF-Unterhaltung am Donnerstagabend. Dieser lag ursprünglich von 20.00 Uhr bis 21.30 Uhr, ab der 6. Ausgabe von 20.15 Uhr bis 21.45 Uhr und aufgrund der großen Programmreform vom Oktober 1973 ab der 24. Ausgabe um 19.30 Uhr bis 21.00 Uhr. Eine Ausnahme stellte allerdings 1976 dar, in diesem Jahr lief die Starparade samstags von 20.15 Uhr bis 21.45 Uhr. Diese Sendungen wurden auch vom ORF ausgestrahlt; eine Ausgabe kam aus Österreich. Viele deutsche Zuschauer wünschten aber wieder den Donnerstagstermin, da sie am Samstagabend gerne ausgehen wollten.

### Präsentation
Rainer Holbe hatte bereits beim ZDF eine Sendung namens Die Show-Chance präsentiert, als der Redakteur Dieter Weber jemanden für die Starparade suchte. Diese Sendereihe war zunächst auf vier Ausgaben beschränkt, von denen alle drei Monate eine laufen sollte.

### Ballett
Wie seinerzeit häufig, so gehörten auch zur Starparade Ballettdarbietungen, wobei die Choreografie in den ersten Jahren von Herbert F. Schubert stammte, der mitunter auch mittanzte. Beim Ensemble handelte es sich zunächst um Schuberts Herbert Dancers, ab 1971 um das neu gegründete ZDF-Fernsehballett, dessen Leiter Schubert wurde. Um dem Publikum Abwechslung zu bieten, kam es ab 1974 zu wechselnden Choreografen. Jede Starparade begann mit einem Tanz und es wurden wenigstens zwei Tänze aufgeführt. Manchmal wechselte Rainer Holbe in der Sendung auch einige Worte mit den Choreografen.

### Orchester James Last
Die Starparade war untrennbar mit dem Orchester James Last verbunden. Allerdings spielte in der Anfangszeit einige Male das Orchester Max Greger, bei diesen Ausgaben waren Vor- und Abspann mit der Titelmusik des Orchesters James Last unverändert.
Das Orchester James Last musizierte zum Ballett und hatte stets auch eigene Auftritte, bei denen es meist Titel von einem der zahlreichen aktuellen Alben spielte. Wenn dies eine erweiterte Besetzung erforderte, dann trat sie ebenfalls auf. Dabei handelte es sich um eine Streichergruppe für die klassischen Titel, den James-Last-Chor, der auch mit dem Orchester auf Tournee ging, oder den Bergedorfer Kammerchor, mit dem das Orchester regelmäßig zusammenarbeitete. Last schuf auch spezielle Arrangements eigens für die Sendung, die auf keiner Schallplatte vorkamen.
Bei den Gesangsstars hatte das Orchester Pause, es sei denn, sie wünschten von James Last begleitet zu werden. Während es sich bei übrigen Darbietungen meistens um Voll-Playback handelte, legte Last großen Wert darauf, möglichst alles live zu spielen, obwohl dies zusätzliche Produktionskosten verursachte. Dabei gab es eine Ausnahme: Als Last wegen einer Blinddarmoperation im Krankenhaus lag, hatte er alles zuvor aufgenommen und das Orchester unter der Leitung seines Bruders Kai Warner zum Tonband spielen lassen. Noch während der Sendung kam es dabei zu Zuschaueranrufen, die fanden, der Bruder mache es ganz gut, aber man höre doch einen Unterschied.
Wenn Sänger mit einem Playback auftraten, dann in einer anderen Ecke des Saals, so dass der Bildschirm die Band nicht zeigte. Diese spielte meistens mit, was zwar das Publikum im Saal, nicht aber die Fernsehzuschauer hörten. Manchmal blödelte die Band auch herum, bei einem Auftritt von Mireille Mathieu vertauschte man sogar die Instrumente und übertrieb so sehr, dass das Publikum abgelenkt war. Fortan ließ der Redakteur eine Wand vor der Band aufbauen, wenn sie nicht spielte.

### Musikprogramm
Die Starparade zeichnete sich durch ein besonders breites musikalisches Spektrum aus. James Last ließ sowohl Volkslieder als auch Klassik oder internationale Hits spielen. Als Stargäste kamen so unterschiedliche Interpreten wie Heino und T. Rex. Einige internationale Stars hatten in der Starparade ihren ersten deutschen Auftritt, darunter Neil Diamond und Barry Manilow.

### Bildeffekte
Ab der dritten Ausgabe führte Ewald Burike die Regie. Burike war seit dem ZDF-Sendestart beim ZDF tätig, zunächst als Kameramann und dann als Leiter eines Übertragungswagens. Er führte einige neuartige Effekte ein:
Blue-Box
In der Anfangszeit verwendete Burike häufig das Blue-Box-Verfahren. Dies brachte ihm im Team den Spitznamen Blurike ein.
Lichtgriffel
Im Herbst 1971 stellte Burike einen Monitor mit Lichtgriffel vor das Gästesofa, wie er später mit der Spielshow Montagsmaler sehr bekannt wurde. Die Künstler schrieben mit diesem Apparat ihr Autogramm und die Zuschauer wurden aufgerufen, mit ihrer Fotokamera ein Bild vom Künstler mitsamt Autogramm zu machen und es einzusenden. Der Fotograf des besten Bildes wurde dann in die nächste Sendung eingeladen. Im Sommer 1972 stellte man die Fotoaktion wieder ein. Man verwendete den Apparat nur noch einmal, um den Namen des Künstlers zu Beginn seines Auftritts einzublenden.
Bildwand
Eine als spektakulär geltende Leistung Burikes war die große Bildwand, die seit der Funkausstellung 1975 zur Starparade dazugehörte. Zunächst 140 gewöhnliche Farbfernseh-Apparate (ab Folge 36 192) wurden von einer aufwändigen elektronischen Steuerung angesteuert und konnten alle das gleiche Bild oder alle zusammen ein großes Bild zeigen. Zudem ließ sich das Gesamtbild vierteilen, wobei in jedem Quadranten wiederum ein großes oder viele kleine Bilder darstellbar waren. Diese Wand wurde von amerikanischen Fernsehsendern kopiert.

### Sonstiges
Obwohl das Farbfernsehen seit einem halben Jahr eingeführt war, begann die Starparade noch in Schwarzweiß. Die Ausstrahlung in Farbe startete mit der vierten Ausgabe, sie lief unter dem Titel Schlag auf Schlag, da man eine Verwechselung mit der gerade eingeführten ZDF Hitparade befürchtete. Sie wurde dann zu den Starparade-Folgen dazugezählt.

### Nachfolger
Im Sommer 1980 wurde die Starparade eingestellt, laut Rainer Holbe grundlos und trotz unverändert ausgezeichneter Zuschauerzahlen.
Nachfolgesendung wurde der von Michael Schanze präsentierte Show-Express, an dem James Last ebenfalls beteiligt war. Der Show-Express hatte nicht mehr den Erfolg der Starparade und wurde deswegen 1982 eingestellt.

## Ausstrahlungen im ZDF

### Erstausstrahlungen
Die Erstausstrahlung geschah zu folgenden Terminen im ZDF:
| Datum      | Folge | Stargäste und Anmerkungen | Ort                                                    |
| 14.03.1968 | 01    | Manuela, Heino, Rex Gildo, Nini Rosso, Ivan Rebroff und Tatjana Iwanow Schwarz-weiß-Übertragung | Siegerlandhalle                                        |
| 19.09.1968 | 02    | Siw Malmkvist, Dorthe, France Gall, Peggy March, Graham Bonney Schwarz-weiß-Übertragung |                                                        |
| 12.12.1968 | 03    | Graham Bonney, Paola del Medico, Rex Gildo, Heino, The Beach Boys, Marion, Salomé, Vico Torriani, Vice Vukov, Gerhard Wendland Schwarz-weiß-Übertragung | Oberschwabenhalle Ravensburg                           |
| 06.03.1969 | 04    | Roy Black, Manuela, Barry Ryan, Don Partridge, Erik Silvester, Leo Martin; Renate & Werner Leismann, Ben E. King, Jo, Jac und Jony, Janet Panter, Petrovic-Ensemble Untertitel der Sendung Schlag auf Schlag | Stadthalle Braunschweig                                |
| 05.06.1969 | 05    | Salomé, Mary Roos, Edina Pop, Ricky Shayne, The Milestones, Siw Malmkvist, The Dynamite Brass, The Mike Lorrayne Singers, The Comedian Harmonics (Schweiz) | Stadthalle Braunschweig                                |
| 04.09.1969 | 06    | Antoine, Vicky Leandros, Roberto Blanco, Hubert, Renate & Werner Leismann, Peter & Alex, Wolfgang Sauer, Tonia, The Young Generation Übertragung von der Deutschen Funkausstellung Stuttgart | Messehalle 15 (gemeinsames Farbstudio von ARD und ZDF) |
| 11.12.1969 | 07    | France Gall, Christian Anders, Gitte, Michael Holm, Die Candies, Peter Garden, Gerhard Wendland, Carlson und Tosca, Sir Douglas Quintet, Chor der 7. U.S. Army | Rhein-Main-Halle                                       |
| 05.03.1970 | 08    | Cindy & Bert, Joe Dassin, Karel Gott, Dagmar Koller, Manuela, Edina Pop, Barry Ryan, Paul Ryan, Ambros Seelos Aufzeichnung vom 5. Februar - Ausstrahlung wurde kurzfristig um einen Monat verschoben |                                                        |
| 02.04.1970 | 09    | Ralf Bendix, The Four Tops, Ray Miller, Rut Rex, Boris Rubashkin, Ricky Shayne, Tereza Kesovija Orchester Max Greger in Vertretung für James Last | Oberrheinhalle Offenburg                               |
| 30.04.1970 | 10    | The Bentley Sisters, Glen Campbell, Joe Dolan, Vicky Leandros, Liesbeth List, Peggy March |                                                        |
| 18.06.1970 | 11    | Katja Ebstein, Rex Gildo, Dieter Thomas Heck ("Good Morning"), Daliah Lavi, Rosy-Singers, Die Valendras, Gerhard Wendland | Halle Münsterland                                      |
| 04.02.1971 | 12    | Roy Black, Katja Ebstein, Daliah Lavi, Ike & Tina Turner | Rhein-Main-Halle                                       |
| 22.04.1971 | 13    | Karel Gott, Vicky Leandros, Andy Tilman, Séverine | Rheingoldhalle                                         |
| 30.09.1971 | 14    | T. Rex, Mary Roos, Sacha Distel, Olivia Molina, Die Studiker Orchester Max Greger in Vertretung für James Last, Choreografie: Herbert F. Schubert | Stadthalle Bremen                                      |
| 18.11.1971 | 15    | The Soulful Dynamics, Roy Black, Anita, Rex Gildo, Manuela, Joe Dassin, La Tuna Orchester James Last erstmals mit eigenem Chor, Choreografie: Herbert F. Schubert | Saarlandhalle                                          |
| 13.01.1972 | 16    | - Orchester James Last und Starparade-Ballett – Starparade - Orchester James Last - Se a cabo - Les Humphries Singers - We Are Goin' Down Jordan - Michael Schanze – Die schönste Frage / Wer dich sieht hat dich lieb - Marianne Rosenberg - Er ist nicht wie du - Ballet de Paris – Gaite Parisienne (Jacques Offenbach) - Bata Illic - So leb' dein Leben / Ein Herz steht nie still - Orchester James Last - Santa Lucia / Paris Polka (La Seine) - Jimmy Patrick - Rain / You’re Finally Free - Peret - Es preferible reir que llorar / Borriquito - Orchester James Last - Csardas - Ballet de Paris – Oklahoma! Live (Ray Conniff Singers) - Chris Roberts - Hab' ich dir heute schon gesagt, dass ich dich liebe? / Ich bin so happy - Les Humphries Singers – Put Your Hand In The Hand / Che Sara / Co-Co - Alice & Ellen Kessler - Rose di Neve / Raindrops Keep Falling On My Head / - Hey, Mrs. Jones (Ramsey Lewis) - Orchester James Last - Soley, Soley / Amarillo Choreografie: Peter Jackson | Stadthalle Braunschweig                                |
| 27.04.1972 | 17    | - Orchester James Last und Starparade-Ballett – Starparade - Orchester James Last und Starparade-Ballett – Hallo, Hallo James Last - Ulli Martin – Ich rufe dich - Séverine - Eine Herde wilder Pferde - Orchester James Last - Hinaus in die Ferne / - Der Mai ist gekommen / Das Wandern ist des Müllers Lust - Heino – Medley: Jenseits des Tales / Wir lieben die Stürme / Treue Bergvagabunden / Karamba Karacho ein Whisky / Hey Capello / In Junkers Kneipe / Mohikana Shalali - Starparade-Ballett - Long Cool Woman (The Hollies) - Chor und Orchester James Last - Swing Low, Sweet Chariot - Chor und Orchester James Last (Solist: Benny Bendorff) - Santanando - Katja Ebstein - Hinaus auf's Land - Ulli Martin – Der schönste Tag - Séverine und das Starparade-Ballett - Monsieur le Général - Heino - Carnaval in Rio (Cielito lindo) - Chor und Orchester James Last - Wedding Song (There Is Love) / How Do You Do? - Katja Ebstein - Ich suche ein Zuhaus / Wir leben - wir lieben - Middle Of The Road – Chirpy Chirpy Cheep Cheep / - Samson And Delilah / Sacramento (A Wonderful Town) - Starparade-Ballett - I'm Gonna Run Away From You (Tami Lynn) - Vicky Leandros - Dann kamst du (Après toi) - Ulli Martin - Du mußt nicht weinen - Séverine - Olala l'amour - Orchester James Last - I'd Like To Teach The World To Sing / - Beg, Steal Or Borrow / Komm gib mir deine Hand Choreografie: Herbert F. Schubert verspäteter Sendebeginn wegen Berichterstattung über das Misstrauensvotum | Ruhrlandhalle                                          |
| 13.07.1972 | 18    | - Orchester James Last und Starparade-Ballett – Starparade - Karel Gott - Hol die Welt in dein Haus - Starparade-Ballet – Beautiful Sunday - Anita - Der frechste Spatz vom Campingplatz - Ralf Bendix - Ein bißchen Licht, ein bißchen Luft, ein bißchen Sonnenschein - Orchester James Last und Bergedorfer Kammerchor - Potpourri Russischer Volkslieder - Vicky Leandros - Hey, Joe McKenzie - Starparade-Ballet – Teen Beat (Sandy Nelson) - Juliane Werding - Der letzte Kranich vom Angerburger Moor - Karel Gott – Mistral / Wedding Samba - Orchester James Last und Bergedorfer Kammerchor - Wenn die Elisabeth... - Anita - Glück in der Tasche - Orchester James Last und Starparade-Ballet – Was machst du mit dem Knie, lieber Hans - Orchester James Last und Bergedorfer Kammerchor – Hallo, du süße Klingelfee / - Yes! We Have No Bananas / Valencia - Ralf Bendix - Im nächsten Leben bin ich Millionär - Orchester James Last und Starparade-Ballet – Charleston / Black Bottom - Vicky Leandros - Der Zahn unserer Zeit / Ich hab' die Liebe gesehen / Dann kamst du - Orchester James Last - Sacramento / Telegram Sam / Son Of My Father / Schöne Maid - Karel Gott – Adios Goodbye Orchesterleitung Kai Warner in Vertretung für den erkrankten James Last Choreografie: Herbert F. Schubert | Rhein-Main-Halle                                       |
| 26.10.1972 | 19    | Mouth & MacNeal, Jürgen Marcus, Udo Jürgens, Roy Black, Tony Christie | Oberrheinhalle Offenburg                               |
| 08.02.1973 | 20    | - Orchester James Last und Starparade-Ballett – Starparade - Chor & Orchester James Last - Sing, sing, Party sing (Potpourri 6: Tanz bitte noch einmal mit mir / Jeder hat dich gern - Einer hat dich lieb / Dass du mich liebst, das weiß ich) - Christoph (Leis-Bendorff) - Was ich werden will / Bluejean Billy - Rex Gildo – Fiesta Mexicana - Starparade-Ballett – Big Jump (The Spotnicks) - Daliah Lavi - Meine Art Liebe zu zeigen - Chor und Orchester James Last – Delta Queen - Sandra & Andres - Alles was die Lady will / Mama Mia - Marlène Charell - Second-Hand Rose / Wer bietet mehr? - Starparade-Ballett – Wer bietet mehr? (Orchester Paul Kuhn) - Chor und Orchester James Last – Shaft / Thunder And Lightning - Marlène Charell - Fanny Hill Musical Medley (Ich geh meinen Weg allein / Sexicon) - Chor und Orchester James Last – I'm On My Way / Michaela / Viva España - Frank Schöbel - Nur wer das Feuer kennt - Chris Doerk - Jedes junge Mädchen wird mal geküßt - Chris Doerk & Frank Schöbel - Links von mir, rechts von mir - Herbert F. Schubert und das Starparade-Ballett – The Gimmik (The Popcorn Makers) - Daliah Lavi - Wär’ ich ein Buch (If You Could Read My Mind) / Es geht auch so - Rex Gildo - Einsamkeit vergeht zu zweit / Prost, Skal, Salute - Chor und Orchester James Last - Sing, sing, Party sing - (Potpourri 1: Sing, sing, Party sing / Blau, blau, blau blüht der Enzian / Mañana) Choreografie: Herbert F. Schubert                                      | Saarlandhalle                                          |
| 22.03.1973 | 21    | - Orchester James Last und Starparade-Ballett – Starparade - Orchester James Last - Trompeten Jodler - Manuela - Was hast du gemacht - Starparade-Ballett – Mañana (Bay City Rollers) - Chris Roberts - Mein Schatz, du bist 'ne Wucht! - Orchester James Last - La Bamba / Liebe, Glück und Sonnenschein - Starparade-Ballett – No, No Nanette (aus dem Musical "I Want To Be Happy") - Manuela und Herbert F. Schubert – I Want To Be Happy - Manuela – Komm wieder - Chris Roberts – Medley: Ich bin verliebt in die Liebe / Wenn du mal einsam bist / - Ein Mädchen nach Maß / Hab ich dir heute schon gesagt, dass ich dich liebe / - Ich bin verliebt in die Liebe - Orchester James Last - Diary Of An Empty Day - Julio Iglesias - Du in deiner Welt - Starparade-Ballett – John Bubble in Trouble (Amadeo) - Cindy & Bert - Komm gib mir mehr / Immer wieder sonntags - Julio Iglesias - Wenn ein Schiff vorüberfährt (Un canto a galicia) - Olivia Molina - So oder so / Mexico - Orchester James Last - Easy Livin' / Coming Closer / Hound Dog Choreografie: Herbert F. Schubert | Rhein-Main-Halle                                       |
| 17.05.1973 | 22    | - Orchester James Last und Starparade-Ballett – Starparade - Orchester James Last - Rum & Coca Cola / Quando Quando / - South America Take It Away - Ireen Sheer – Another Place, Another Time - Chor und Orchester James Last - Ave Maria no morro - Danyel Gérard - Ich komm wieder Isabella - Katja Ebstein - Starparade-Ballett – Mambo No. 5 (Orchester James Last) - Séverine – Tschibou, Tschiba / Ich zeig’ dir mein Paris - Danyel Gérard und Starparade-Ballett – Caroline - Starparade-Ballett – Love Me Or Leave Me (Orchester James Last) - Heino - Renate & Werner Leismann - Ein Schlafsack und eine Gitarre - Chor und Orchester James Last - Jenny, Jenny / I'm Just A Singer In A Rock'N Roll Band - Phil & John – Hello, Mary Lou / Marina - Chor und Orchester James Last - Also sprach Zarathustra / Rock Me Baby / Minirock - Ireen Sheer – Goodbye Mama Choreografie: Herbert F. Schubert | Oberrheinhalle Offenburg                               |
| 20.09.1973 | 23    | - Orchester James Last und Starparade-Ballett – Starparade - Orchester James Last – My Sweet Gipsy Rose - Jürgen Marcus - Ich seh' den Weg vor mir - Bernd Clüver - Der Junge mit der Mundharmonika (Mouth Organ Boy) - Franz Lambert – Medley: Amorada / Mambo Jambo / - Na Na Hey Hey Kiss Him Goodbye / Tico-Tico - Starparade-Ballett – Wade In The Water (Ramsey Lewis) - Orchester James Last - Ein Morgen im Hamburger Hafen / Hamburg ist ein schönes Städtchen / Muss i denn / Drei Matrosen / In Portugal / My Lady Of Spain - Jürgen Marcus und Orchester James Last – Burt Bacharach Medley: I’ll Never Fall In Love Again / Trains, Boats And Planes / There's Always Something There To Remind Me / What The World Needs Now Is Love - Irene & Co. – Amen, This Little Light Of Mine / Rock Around The Clock - Mireille Mathieu – Casanova / La Paloma adé - Orchester James Last – Conversation (aus dem “Trompetenkonzert” von Joseph Haydn) - Oliver Onions - Flying Through The Air / Christine - Starparade-Ballett –Flip-Flap (Peter Henn) - Bernd Clüver - Der kleine Prinz (Ein Engel, der Sehnsucht heißt) - Jürgen Marcus - Schmetterlinge können nicht weinen - Orchester James Last - Blockbuster / Get Down / Heart Of Stone - Mireille Mathieu - Mein letzter Tanz Choreografie: Herbert F. Schubert | Stadthalle Bremen                                      |
| 20.12.1973 | 24    | - Orchester James Last und Starparade-Ballett – Starparade - Orchester James Last – Adalita - Nina & Mike – Fahrende Musikanten - Les Humphries Singers – Kentucky Dew - Michael Schanze - Ich lass dich nie mehr aus den Augen - Irene Mann Ballett – The Clapping Song (Sandy Nelson) - Udo Jürgens - Der Teufel hat den Schnaps gemacht - Orchester James Last - Greensleeves / De Käpt'n, de Stüermann, de Bootsmann un ik / Sorrento / La Piccinina - Middle Of The Road – Bottoms Up / Music, Music / Samba d’amour - Irene Mann Ballett – Matrimony (Gilbert O'Sullivan arrangiert von James Last) - Nina & Mike – Rund um die Welt geht das Lied der Liebe - Orchester James Last – You Want To Dance / Top Of The World / Alright, Alright, Alright - Michael Schanze – Wenn der Sommer kommt / Brüderchen - Irene Mann Ballett – Soul Makossa (Lafayette Afro-Rock Band) - Udo Jürgens - Wir müssen lernen / Das Lied, das nie zu Ende geht - Les Humphries Singers – Square Dance / Carnival - Orchester James Last - Fröhliche Weihnacht überall / Süsser die Glocken nie klingen / Morgen, Kinder, wird's was geben / White Christmas Choreografie: Irene Mann | Rhein-Main-Halle                                       |
| 21.03.1974 | 25    | Salvatore Adamo, Albert Hammond, Chris Roberts, Mary Roos, Truck Stop Choreografie: Jonnie James | Rhein-Main-Halle                                       |
| 16.05.1974 | 26    | - Orchester James Last und Starparade-Ballett – Starparade - Lena Valaitis - Bonjour mon amour - Orchester James Last - TSOP (The Sound Of Philadelphia) - Vicky Leandros - Wie ein Märchen - The Wombles – Remember You’re A Womble - Gigliola Cinquetti - Auf der Straße der Sonne (A le porte del sole) - Starparade-Ballett – - Costa Cordalis – Wo meine Träume sind - Mouth & McNeal - Ah, l'amore - Orchester James Last - In Wien beim Wein (Potpurri: Es wird a Wein sein / Wien, Wien, nur du allein / Mei' Mutterl war a Weanerin / Jetzt trink'n ma noch a Flascherl Wein) - Lena Valaitis - Wer gibt mir den Himmel zurück - Starparade-Ballett – Dance With The Devil - Mouth & McNeal - Ein gold'ner Stern (I See A Star / Ik zie een ster) - Gigliola Cinquetti - Ja (Si) - Abba – Waterloo - Abba – Honey Honey - Orchester James Last - Summertime - Starparade-Ballett – Maple Leaf Rag - Costa Cordalis – Steig in das Boot heute nacht, Anna Lena - Vicky Leandros - Theo, wir fahr'n nach Lodz - Vicky Leandros - Auf Wiedersehn, ihr Freunde mein (Amazing Grace) - Orchester James Last - Shady Lady / Du kannst nicht immer siebzehn sein / Spaniens Gitarren - Orchester James Last und Starparade-Ballett – Starparade Choreografie: Maria Litto und Heinz Schmiedel | Saarlandhalle                                          |
| 19.09.1974 | 27    | - Orchester James Last und Starparade-Ballett – Starparade - Orchester James Last - Tritsch-Tratsch-Polka - Roberto Blanco – Lady Laura - Starparade-Ballett – Rolling Land (Yellow Golden) - Mireille Mathieu, Michael Holm, Peter Maffay - Be-Bop-A-Lula - Rex Gildo - Marie, der letzte Tanz ist nur für dich - Orchester James Last – Love For Sale - Mireille Mathieu - Und der Wind wird ewig singen - Roberto Blanco - Mit Musik und Humor - Starparade-Ballett – The Pelican Dance (The Baronet) - Elfi Graf - Ophelias Traum - Peter Maffay - Samstag abend in unserer Straße - Chor und Orchester James Last - Island Of Dreams - Udo Jürgens - Zieh den Kopf aus der Schlinge, Bruder John - Starparade-Ballett – Rich Man's Frug (aus dem Film „Sweet Charity“ von 1969) - Michael Holm - Tränen lügen nicht (Soleado) - Orchester James Last - Tiger Feet / Radar Love / Jesus Loves You Choreografie: Maria Litto und Heinz Schmiedel | Saarlandhalle                                          |
| 05.12.1974 | 28    | - Orchester James Last und Starparade-Ballett – Starparade - Orchester James Last - Donkey Serenade / Wochenend und Sonnenschein - Reinhard Mey - Mann aus Alemania / Über den Wolken - Starparade-Ballett - Crunchy Granola Suite (Percy Faith Orchestra) - Neil Diamond – Song Sung Blue / The Last Picasso - Gitte - So schön kann doch kein Mann sein - Peter Kraus - Schöne Blumen bleiben nicht am Wege stehen / Was dir fehlt, ist ein Mann - Les Humphries Singers - New Orleans / Live For Today - The Three Degrees – Dirty Ol’ Man / When Will I See You Again / Get Your Love Back - Orchester James Last - Slaughter On Tenth Avenue - Marion - Rikke-Ding, Rikke-Dong / El Bimbo - Starparade-Ballett – Rock Your Baby (George McCrae) - Neil Diamond - Longfellow Serenade / Rosemary’s Wine - Les Humphries Singers - Do You Kill Me Or Do I Kill You - Orchester James Last - Kung-Fu-Fighting / The Night Chicago Died / - We're An American Band Choreografie: Jonnie James | Ruhrlandhalle                                          |
| 06.03.1975 | 29    | Daliah Lavi, Nana Mouskouri, Karel Gott, George McCrae. Sacha Distel Choreografie: Maria Litto und Heinz Schmiedel | Saarlandhalle                                          |
| 05.06.1975 | 30    | - Orchester James Last und Starparade-Ballett – Starparade - Orchester James Last - Lady Marmalade / Giddy Up / Ding-A-Dong - Dana - Spiel nicht mit mir und meinem Glück - Heino – Medley: Karamba Karacho ein Whisky / Mohikana Shalali / Die Sonne von Mexico / Polenmädchen / Bergvagabunden / Schneewalzer / La Montanara / - Wenn abends die Heide träumt / Hoch auf dem gelben Wagen / Blau blüht der Enzian - Chor und Orchester James Last mit dem Starparade-Ballett – Express / - Sound Your Funky Horn / Shame, Shame, Shame - Gitte – Medley: Wenn du musikalisch bist / Ich hab' die Liebe verspielt in Monte Carlo / So schön kann doch kein Mann sein - Love Machine – Plastic Man / I've Got The Music In Me - Jürgen Marcus - Ein Engel, der mich liebt - Starparade-Ballett – Roller Coaster (The Disco Kid) - Dana – Are You Still Mad At Me - Heino – Die schwarze Barbara - Gitte - Ich bin kein Kind von Traurigkeit - Orchester und chor James Last – Sorry / Only You Can - Gloria Gaynor - Never Can Say Goodbye / Reach Out, I’ll Be There - Jürgen Marcus - Ein Lied zieht hinaus in die Welt - Chor und Orchester James Last - Jubilation / - You Are The Sunshine Of My Life / You’re The First Choreografie: Emil Brandl | Oberrheinhalle Offenburg                               |
| 28.08.1975 | 31    | Les Humphries Singers, Rex Gildo, Mireille Mathieu, Pasadena Roof Orchestra, Wencke Myhre, Udo Jürgens, Vicky Leandros, Albert Hammond, Franz Lambert Übertragung zur Eröffnung der Internationalen Funkausstellung Berlin – Titel der Sendung Gala-Abend der Starparade Teil 1 (19:30 – 21:00 Uhr) / Teil 2 (22:15 – 23:00 Uhr) | Halle 1 am Berliner Funkturm                           |
| 20.11.1975 | 32    | Silver Convention, Billy Swan, 5000 Volts, Penny McLean, Costa Cordalis, Bernd Clüver, Michael Holm Choreografie: Maria Litto und Heinz Schmiedel | Halle 1 am Berliner Funkturm                           |
| 10.01.1976 | 33    | - Orchester James Last und Starparade-Ballett – Starparade - Orchester James Last – Lady Bump / I’m On Fire / Fly, Robin Fly - Lena Valaitis - Da kommt José, der Straßenmusikant - 20th Century Steel Band - Voices Of Spring / Heaven And Hell Is On Earth - Starparade-Ballett – Rock On Brother (von The Chequers) - Salvatore Adamo – So bin ich - Orchester James Last – Granada - Freddy Quinn - Die Insel Niemandsland / El Gaucho - Starparade-Ballett – Chocolate Chip (Isaac Hayes) - Jürgen Marcus - Ich bin Jürgen / Komm mit auf die Sonnenseite der Straße - Orchester James Last - Potpourri: Im Prater blüh'n wieder die Bäume / - Drunt in der Lobau / Tritsch-Tratsch-Polka - Donna Summer – Lady Of The Night / Love To Love You Baby - Salvatore Adamo - Leih’ mir eine Melodie - Starparade-Ballett – Summer Of ’42 (Biddu Orchestra) - Lena Valaitis - Ein schöner Tag (Amazing Grace) - Freddy Quinn - Morning Sky (Deutsche Originalaufnahme) - Chor und Orchester James Last – Wenn die Rosen erblühen in Malaga / - Ein Koffer und zwei Gitarren / Mein Herz, das ist ein Bienenhaus Choreografie: Emil Brandl | Stadthalle Hannover                                    |
| 15.05.1976 | 34    | The Manhattan Transfer, Wencke Myhre, Waterloo & Robinson, Chocolate Menta Mastik, Catherine Ferry, Howard Carpendale, Jürgen Drews, Sailor Orchester James Last mit Bergedorfer Kammerchor Choreografie: Maria Litto und Heinz Schmiedel | Philipshalle                                           |
| 21.08.1976 | 35    | - Orchester James Last und Starparade-Ballett – Starparade - Orchester James Last – Jalousie - Brotherhood Of Man – Kiss Me, Kiss Your Baby / My Sweet Rosalie - Karel Gott – An der Donau steht Marika - Gunter Gabriel – Intercity Linie Nr. 4 / Oh, nur mit dir - Starparade-Ballett – Dynamite Dragster (Performance) - Orchester James Last – Wien bleibt Wien - Heino – Rot ist der Wein - Julio Iglesias - Besame mi amor - Karel Gott und Orchester James Last – Dolannes Melodie - Starparade-Ballett – Fever Pitch (Mandingo) - George Baker Selection – Silver / Wildbird - Julio Iglesias - Kein Addio, kein Goodbye - Orchester James Last – Rhapsody In Blue - Starparade-Ballett – Wow (André Gagnon) - Karel Gott - Komm und küß mich - Heino – Marleen - Orchester James Last – Queen Of Clubs / Sing It Out / Motorcycle Mama Choreografie: Gene Reed | Stadthalle Bremen                                      |
| 16.10.1976 | 36    | - Orchester James Last und Starparade-Ballett – Starparade - Orchester James Last – Radetzky-Marsch / Kärntner Lieder-Marsch - Rex Gildo - Wien ist immer noch die schönste Stadt der Welt / Heut’ mach’ ich Hochzeit mit Marie - Bellamy Brothers - Let Your Love Flow - Mireille Mathieu – Der Wein war aus Bordeaux / Es war einmal eine Liebe - Starparade-Ballett – Manhunt (Mandingo) - Asha Puthli – Say Yes / The Devil Is Loose - Orchester James Last – Hummelflug - Udo Jürgens - Der Zirkus darf nicht sterben / Aber bitte mit Sahne / Tante Emma - Starparade-Ballett – Shake Your Booty (KC And The Sunshine Band) - Ritchie Family - The Best Disco In Town - Rex Gildo - König auf dieser Welt - Orchester James Last – Zigeunerweisen - Starparade-Ballett – Chariot (I Will Follow Him) (Lafayette Street) - Bellamy Brothers – Satin Sheets - Mireille Mathieu - Die kleine Schwalbe - Orchester James Last – Run Back To Mama / Don`t Go Breaking My Heart / Dancing Queen Choreografie: Maria Litto und Heinz Schmiedel | Wiener Stadthalle                                      |
| 10.02.1977 | 37    | - \|Roger Whittaker - „Indian Lady“ und ein Medley großer Erfolge - Guys ’n’ Dolls - „You’re my world“ und „Don’t pull your love“ - Vicky Leandros - „Auf dem Mond da blühen keine Rosen“ und „Kali-nichta“ - Franz Lambert - Salvatore Adamo - „Der Hund“ - Jürgen Marcus - „Die Uhr geht vor“ und „Mir steht das Wasser bis zum Hals“ Choreografie: Gene Reed | Westfalenhalle                                         |
| 02.06.1977 | 38    | Boney M., Roy Black, Baccara, Gitte, Silver Convention, Lynsey de Paul and Mike Moran, Marie Myriam Choreografie: Maria Litto und Heinz Schmiedel | Philipshalle                                           |
| 15.09.1977 | 39    | Mireille Mathieu, Peggy March, Caterina Valente, Gunter Gabriel, Bellamy Brothers, Raffaella Carrà, Bonnie Tyler, Michael Holm Choreografie: Gene Reed | Stadthalle Bremen                                      |
| 10.11.1977 | 40    | Chocolates (Frankreich), Amanda Lear, Gheorghe Zamfir, Freddy Quinn, Howard Carpendale, Danyel Gérard, Belle Epoque Choreografie: Maria Litto und Heinz Schmiedel | Saarlandhalle                                          |
| 02.03.1978 | 41    | Costa Cordalis, Hitkids mit Ricky King, Emmylou Harris & The Hot Band, Rita Coolidge, Kris Kristofferson, Wencke Myhre, Peter Maffay und Johnny Tame Gilbert Bécaud (zugeschaltet aus dem Kuppelsaal der Stadthalle Hannover) Orchester James Last mit Bergedorfer Kammerchor, Choreografie: Emil Brandl | Eilenriedehalle                                        |
| 11.05.1978 | 42    | Abba, Vicky Leandros, Ireen Sheer, Izhar Cohen and The Alphabeta, La Bande à Basile, Carpenters, Salvatore Adamo Choreografie: Gene Reed | Philipshalle                                           |
| 21.09.1978 | 43    | Connie Francis, Udo Jürgens, Cliff Richard, Chris Roberts, Roger Whittaker, Truck Stop Choreografie: Gene Reed | Westfalenhalle                                         |
| 02.11.1978 | 44    | Boney M, Nana Mouskouri, Karel Gott, Johnnie Ray, Barry Manilow, Howard Carpendale Choreografie: Maria Litto und Heinz Schmiedel | Stadthalle Bremen                                      |
| 15.03.1979 | 45    | Ritchie Family, John Denver, Vicky Leandros, Pepe Lienhard Band, Michael Schanze, Jürgen Drews, Mary Roos Choreografie: Emil Brandl | Philipshalle                                           |
| 14.06.1979 | 46    | Boney M, Udo Jürgens, Amanda Lear, Dschinghis Khan, Peter, Sue & Marc, Leif Garrett Choreografie: Gene Reed | Westfalenhalle                                         |
| 11.10.1979 | 47    | Renato Zero, Kliby mit Puppe Caroline, Mireille Mathieu, Milva, Cliff Richard, Baccara und die Hamburger Pop-Spatzen vom Gymnasium Sinstorf Orchester James Last mit The Rolling Trinity, Choreografie: Emil Brandl | Saarlandhalle                                          |
| 20.12.1979 | 48    | Amii Stewart, Tony Christie, Demis Roussos, Nana Mouskouri, Udo Jürgens, Horst Frank Choreografie: Jonnie James | Stadthalle Bremen                                      |
| 07.02.1980 | 49    | Gunter Gabriel, Marie Bottrell, Boxcar Willie, Jürgen Marcus, Howard Carpendale, Dolly Dots, Katja Ebstein, Freddie Aguilar, Dschinghis Khan, Sheila B. Devotion Choreografie: Emil Brandl | Saarlandhalle                                          |
| 05.06.1980 | 50    | Freddy Quinn, Rockefeller, Leonore O'Mealy, Mary Roos, Costa Cordalis, Gibson Brothers, Goombay Dance Band, Chilly, Johnny Logan, Katja Ebstein Choreografie: Herbert F. Schubert | Philipshalle                                           |

### Wiederholungen
Wie andere Shows aus dieser Zeit wurde auch die Starparade Jahrzehnte später im Programm von zdf.kultur wiederholt. Im Jahr 2013 wurden die Folgen 1 und 14 bis 50 (mit Ausnahme von Folge 31) wiederholt, die meisten Folgen davon auch nochmals ein Jahr später. Die Folgen 2 bis 13 wurden nicht gezeigt, da minderwertige Sendebänder für die Aufzeichnung verwendet wurden, die sich mit der Zeit zersetzten und nicht mehr sendefähig waren. Lediglich die erste Folge wurde nach der Live-Ausstrahlung nochmals auf anderes Bandmaterial kopiert und ist deshalb erhalten geblieben. Gleiches kam zum Beispiel auch bei der ZDF-Hitparade vor.

## Belege
1. ↑  Als die Mainzelmännchen laufen lernten, Kapitel Achtundzwanzig Millionen
2. ↑  youtube
3. ↑  Als die Mainzelmännchen laufen lernten, Kapitel Der Herr der Schlager
4. 1 2 3 4 5 6  Rainer Holbe in: ZDF Kultnacht Starparade, ZDF 2008
5. ↑  Rainer Holbe in Starparade Nr. 37
6. 1 2 3  Als die Mainzelmännchen laufen lernten, Kapitel Maskenbildner und Seelentröster
7. 1 2 3 4  Mein Leben, Kapitel 7, Vor der Kamera
8. ↑  Mein Leben, Kapitel 9, On Stage - Backstage
9. ↑  Gesamtprogramm der Marke ITT Schaub Lorenz 1976
10. ↑  Gesamtprogramm der Marke ITT Schaub Lorenz 1/1979
11. ↑  Die Chronik der ZDF-Hitparade: Die verschollenen Sendungen. Abgerufen am 2. April 2023.